# Wereldkampioenschappen inlineskaten 2022
De wereldkampioenschappen inline-skaten 2022 werden van 29 oktober tot en met 6 november 2022 gehouden in Buenos Aires, Argentinië.
Het waren de 51e wereldkampioenschappen voor mannen op de weg, de 47e voor mannen op de piste, de 45e voor vrouwen op de piste en de 44e voor vrouwen op de weg. Ze maakten onderdeel uit van de World Skate Games.

## Programma
Hieronder is het programma weergegeven voor dit toernooi. Op het programma stonden voor mannen en vrouwen elf afstanden. Tegelijkertijd werd ook het WK junioren gehouden, hier stonden in totaal twintig onderdelen op het programma.
| Piste      | Piste                                 | Piste                                 |
| Datum      | Mannen                                | Vrouwen                               |
| ---------- | ------------------------------------- | ------------------------------------- |
| 29 oktober | 200m Tijdrit 10.000m Afvalrace        | 200m Tijdrit 10.000m Afvalrace        |
| 30 oktober | 10.000m Punten-afvalrace 1000m Sprint | 10.000m Punten-afvalrace 1000m Sprint |
| 31 oktober | 500m Sprint 3000m Aflossing           | 500m Sprint 3000m Aflossing           |
| Weg        |                                       |                                       |
| Datum      | Mannen                                | Vrouwen                               |
| 2 november | 15.000m Afvalrace 1 Ronde Sprint      | 15.000m Afvalrace 1 Ronde Sprint      |
| 3 november | 10.000m Puntenkoers                   | 10.000m Puntenkoers                   |
| 4 november | 100m Sprint                           | 100m Sprint                           |
| 6 november | 42.195m Marathon                      | 42.195m Marathon                      |

## Medailles

### Mannen
| Piste                      | Piste          | Piste           | Piste             |
| Afstand                    | Goud ·         | Zilver ·        | Brons ·           |
| -------------------------- | -------------- | --------------- | ----------------- |
| 200 m Tijdrit              | Jhoan Guzman   | Steven Villegas | Elton de Souza    |
| 500 m Sprint               | Andrés Jiménez | Duccio Marsili  | Yvan Sivilier     |
| 1000m Sprint               | Chao Tsu-cheng | Duccio Marsili  | Ken Kuwada        |
| 10.000m Punten-/afvalkoers | Martin Ferrie  | Francisco Peula | Jason Suttels     |
| 10.000m Afvalkoers         | Martin Ferrie  | Jorge Bolaños   | Doucelin Pedicone |
| 3000 m Aflossing           | Argentinië     | Chinees Taipei  | Colombia          |

| Weg                 | Weg           | Weg               | Weg            |
| Afstand             | Goud ·        | Zilver ·          | Brons ·        |
| ------------------- | ------------- | ----------------- | -------------- |
| 100m Tijdrit        | Jhoan Guzman  | Alessio Piergigli | Jorge Martinez |
| Lap Sprint          | Jhoan Guzman  | Yvan Sivilier     | Duccio Marsili |
| 10.000m Puntenkoers | Jason Suttels | Juan Mantilla     | Raul Pedraza   |
| 15.000m Afvalkoers  | Nolan Beddiaf | Juan Mantilla     | Andres Gomez   |
|                     |               |                   |                |
| 42.195m Marathon    | Nolan Beddiaf | Jorge Bolaños     | Manuel Taibo   |

### Vrouwen
| Piste                      | Piste          | Piste             | Piste                |
| Afstand                    | Goud ·         | Zilver ·          | Brons ·              |
| -------------------------- | -------------- | ----------------- | -------------------- |
| 200 m Tijdrit              | Sheila Muñoz   | Asja Varani       | Kerstinck Sarmiento  |
| 500 m Sprint               | Liu Yi-hsuan   | Erin Jackson      | Maria Fernanda Timms |
| 1000m Sprint               | Li Meng-chu    | Angy Anabela      | Liu Yi-hsuan         |
| 10.000m Punten-/afvalkoers | Fabriana Arias | Gabriela Rueda    | Gabriele Vargas      |
| 10.000m Afvalkoers         | Gabriela Rueda | Luz Karime Garzon | Marine Lefeuvre      |
| 3000 m Aflossing           | Colombia       | Chinees Taipei    | Zuid-Korea           |

| Weg                 | Weg                 | Weg             | Weg             |
| Afstand             | Goud ·              | Zilver ·        | Brons ·         |
| ------------------- | ------------------- | --------------- | --------------- |
| 100m Tijdrit        | Kerstinck Sarmiento | Sheila Muñoz    | Erin Jackson    |
| Lap Sprint          | Erin Jackson        | Kollin Castro   | Luisa Gonzalez  |
| 10.000m Puntenkoers | Gabriela Rueda      | Chang Yu-hsin   | Fabriana Arias  |
| 15.000m Afvalkoers  | Luz Karime Garzon   | Gabriela Rueda  | Gabriele Vargas |
|                     |                     |                 |                 |
| 42.195m Marathon    | Luz Karime Garzon   | Gabriele Vargas | Fran Vanhoutte  |

### Medaillespiegel
Dit is de medaillespiegel van de wedstrijden van het hoofdtoernooi (senioren).
| Plaats | Land             | Goud | Zilver | Brons | Totaal |
| 1      | Colombia         | 9    | 8      | 5     | 22     |
| 2      | Frankrijk        | 4    | 1      | 4     | 9      |
| 3      | Chinees Taipei   | 3    | 3      | 1     | 7      |
| 4      | Spanje           | 3    | 1      | 2     | 6      |
| 5      | Verenigde Staten | 1    | 1      | 1     | 3      |
| 6      | België           | 1    | 0      | 2     | 3      |
| 7      | Argentinië       | 1    | 0      | 1     | 2      |
| 8      | Italië           | 0    | 4      | 1     | 5      |
| 9      | Ecuador          | 0    | 3      | 2     | 5      |
| 10     | Venezuela        | 0    | 1      | 0     | 1      |
| 11     | Chili            | 0    | 0      | 1     | 1      |
| 11     | Mexico           | 0    | 0      | 1     | 1      |
| 11     | Zuid-Korea       | 0    | 0      | 1     | 1      |
| Totaal | Totaal           | 22   | 22     | 22    | 66     |

Officieuze wereldkampioenschappen

Monza 1937 ·
Ferrara 1938 ·
Monfalcone 1948 ·
Ferrara 1949 ·
Monfalcone 1951 ·
Lido di Venezia 1953 ·
Bari 1954 ·
Palermo 1957 ·
Finale Ligure 1958 ·
Wetteren 1960 ·
Gujan-Mestras 1961 ·
Nantes 1963 ·
Madrid 1964 ·
Syracuse 1965
Officiële wereldkampioenschappen (afwisselend piste en weg)

Mar del Plata 1966 ·
Barcelona 1967 ·
Montecchio 1968 ·
Mar del Plata 1969 ·
Sesto San Giovanni 1973 ·
Mar del Plata 1975 ·
Mar del Plata 1978 ·
Finale Emilia 1979 ·
Masterton 1980 ·
Oostende 1981 ·
Finale Emilia 1982 ·
Mar del Plata 1983 ·
Bogotá 1984 ·
Colorado Springs 1985 ·
Adelaide 1986 ·
Grenoble 1987 ·
Cassano d'Adda 1988 ·
Hastings 1989 ·
Bello 1990 ·
Oostende 1991 ·
Rome 1992 ·
Colorado Springs 1993
Piste en weg gecombineerd (huidige vorm)

Gujan-Mestras 1994 ·
Perth 1995 ·
Venetië 1996 ·
Mar del Plata 1997 ·
Pamplona 1998 ·
Santiago 1999 ·
Barrancabermeja 2000 ·
Valence d'Agen 2001 ·
Oostende 2002 ·
Barquisimeto 2003 ·
Abruzzo 2004 ·
Suzhou 2005 ·
Anyang 2006 ·
Cali 2007 ·
Gijón 2008 ·
Haining 2009 ·
Guarne 2010 ·
Yeosu 2011 ·
Ascoli Piceno/San Benedetto del Tronto 2012 ·
Oostende 2013 ·
Rosario 2014 ·
Kaohsiung 2015 ·
Nanjing 2016 ·
Nanjing 2017 ·
Heerde/Arnhem 2018 ·
Barcelona 2019 ·
Ibagué 2021 ·
Buenos Aires 2022 ·
Montecchio Maggiore/Vicenza 2023 ·
Pescara 2024